# Anglicanorum Coetibus

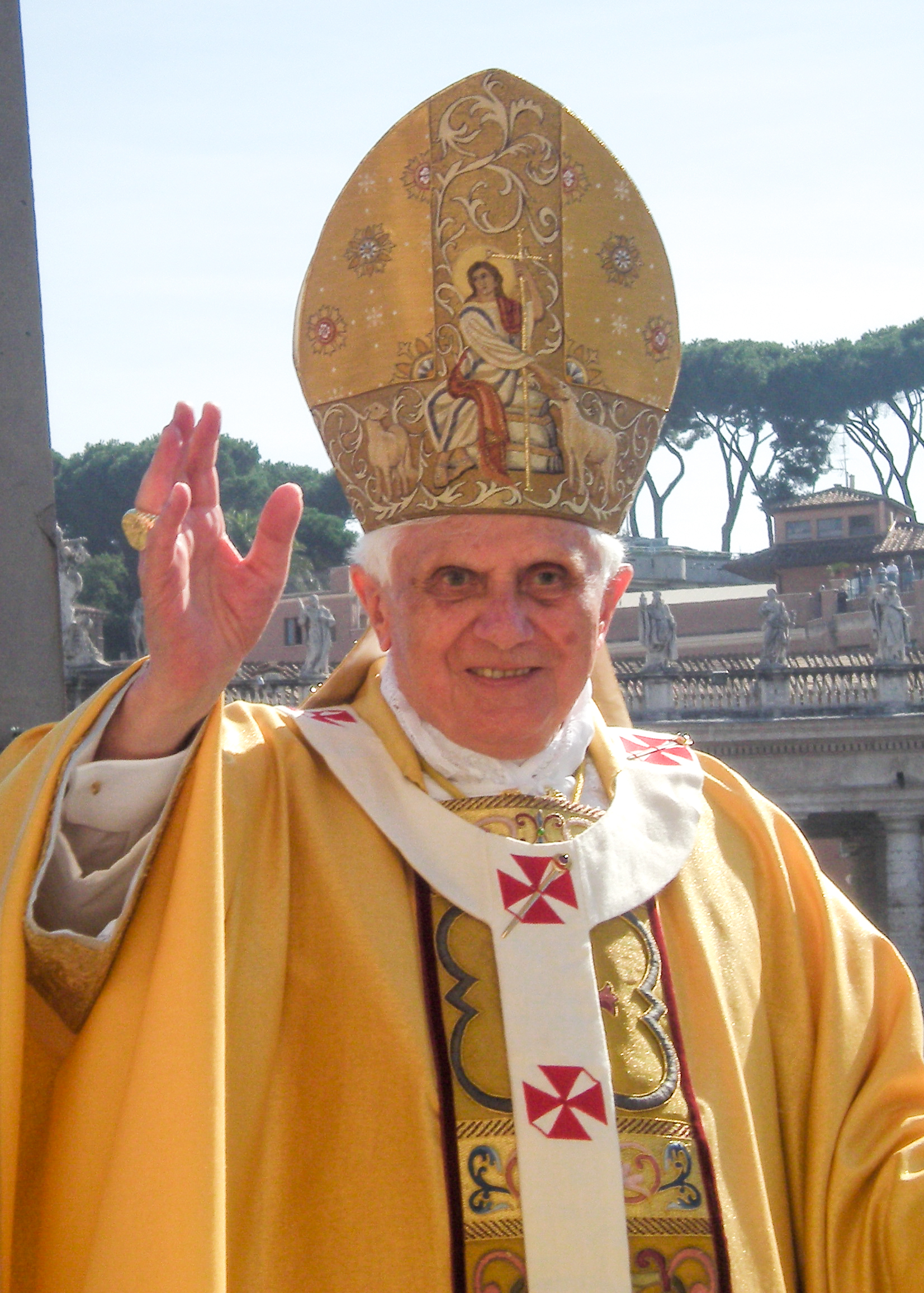
Paus Benedictus XVI

Anglicanorum coetibus (Latijn voor Groepen anglicanen) is een constitutie van paus Benedictus XVI van 4 november 2009, die op 9 november werd gepubliceerd. De tekst van de constitutie is vergezeld van een document met aanvullende regelingen dat ondertekend werd door William Levada, prefect van de Congregatie voor de Geloofsleer.
Met deze constitutie wordt geregeld hoe anglicanen, met behoud van elementen van hun eigen spirituele traditie en liturgie, in personele ordinariaten kunnen terugkeren tot de Katholieke Kerk.
Deze regeling was het antwoord van Benedictus XVI op een vraag van een aantal Anglicaanse gelovigen, waaronder de Traditional Anglican Communion en wordt beschouwd als een stap in het kader van de oecumene.
Dergelijke personele ordinariaten worden opgericht door de Congregatie voor de Geloofsleer, binnen de territoriale grenzen van een bestaande bisschoppenconferentie.
De ordinariaten krijgen de vrijheid om de Mis en de andere sacramenten, alsmede de getijden en andere liturgische vieringen te vieren volgens de anglicaanse traditie mits de liturgische boeken goedgekeurd worden door de Heilige Stoel.
In oktober 2010 stapte voor de eerste keer een hele Anglicaanse parochie (die van St. Peter in Folkestone) over naar de Katholieke Kerk. Ook werd toen bekend dat de Anglicaanse bisschop van Fulham, John Broadhurst zich had aangesloten bij de Katholieke Kerk. In november 2010 traden nog vijf andere bisschoppen (Andrew Burnham van Ebbsfleet, Keith Newton van Richborough, John Broadhurst van Fulham, Edwin Barnes (hulpbisschop) van Winchester en David Silk (hulpbisschop) van Exeter) samen met vijfhonderd Britse anglicanen toe tot de Katholieke Kerk. Op 15 januari 2011 richtte paus Benedictus het eerste ordinariaat als bedoeld in de constitutie, op: Onze Lieve Vrouwe van Walsingham, dat hij onder bescherming plaatste van de zalige kardinaal John Henry Newman. De drie voormalige anglicaanse bisschoppen werden diezelfde dag priester gewijd door aartsbisschop Vincent Nichols.